# Maria Taferl
Maria Taferl ist eine österreichische Marktgemeinde mit 953 Einwohnern (Stand 1. Jänner 2025) im Bezirk Melk in Niederösterreich.
Die Gemeinde ist der bedeutendste Wallfahrtsort Niederösterreichs und nach Mariazell der bedeutendste Wallfahrtsort Österreichs.

## Geografie
Maria Taferl liegt im Nibelungengau in Niederösterreich auf einer Anhöhe über der Donau. Die Fläche der Marktgemeinde umfasst 12,19 Quadratkilometer. 47,48 Prozent der Fläche sind bewaldet. Während der Markt Maria Taferl auf dem sogenannten Taferlberg liegt, befinden sich die übrigen Ortsteile im umliegenden hügeligen Gebiet. Vor allem die Wallfahrtskirche ist weithin von Süden sichtbar.

### Gemeindegliederung
Das Gemeindegebiet umfasst folgende acht Ortschaften (in Klammern Einwohnerzahl Stand 1. Jänner 2025):
- Hilmanger (90)
- Maria Taferl (278)
- Obererla (166)
- Oberthalheim (73)
- Reitern (135)
- Untererla (84)
- Unterthalheim (109) samt Ziegelstadl
- Wimm (18)

Die Gemeinde besteht aus den Katastralgemeinden Maria Taferl, Obererla, Oberthalheim, Reitern, Untererla, Unterthalheim und Wimm.

### Nachbargemeinden
| Münichreith-Laimbach |                                             | Artstetten-Pöbring |
|                      | Kompassrose, die auf Nachbargemeinden zeigt |                    |
| Marbach              |                                             | Klein-Pöchlarn     |

## Geschichte
Über die frühe Besiedelung ist wenig bekannt. Das keltische Königreich Noricum erstreckte sich auch auf das Nordufer der Donau. Zur Zeit der römischen Provincia Noricum bildete die Donau den Grenzfluss, den Donaulimes.
Eine heute noch auf dem Kirchenplatz aufgestellte Steinplatte (siehe Bild), wird gerne als Opferstein keltischen Ursprungs bezeichnet. Eine Interpretation dieser Art entbehrt jeglicher wissenschaftlichen Grundlage, kann aber auch nicht völlig ausgeschlossen werden.
Das Gebiet um Maria Taferl gehörte im Mittelalter zum Gebiet von Ostarrichi zur Zeit der Babenberger und später zum Gebiet der Habsburger. Dabei lag es längere Zeit im Gebiet der Herren von Weißenberg, deren Sitz im Gebiet der Nachbargemeinde Münichreith lag. Es ist zu vermuten, dass verschiedene Ortsteile von Maria Taferl bereits im Mittelalter gegründet wurden.
Die Geschichte des heutigen Marktes Maria Taferl als Wallfahrtsort begann im 17. Jahrhundert. Zum Markt erhoben wurde der Ort im Jahr 1928.

## Kultur und Sehenswürdigkeiten

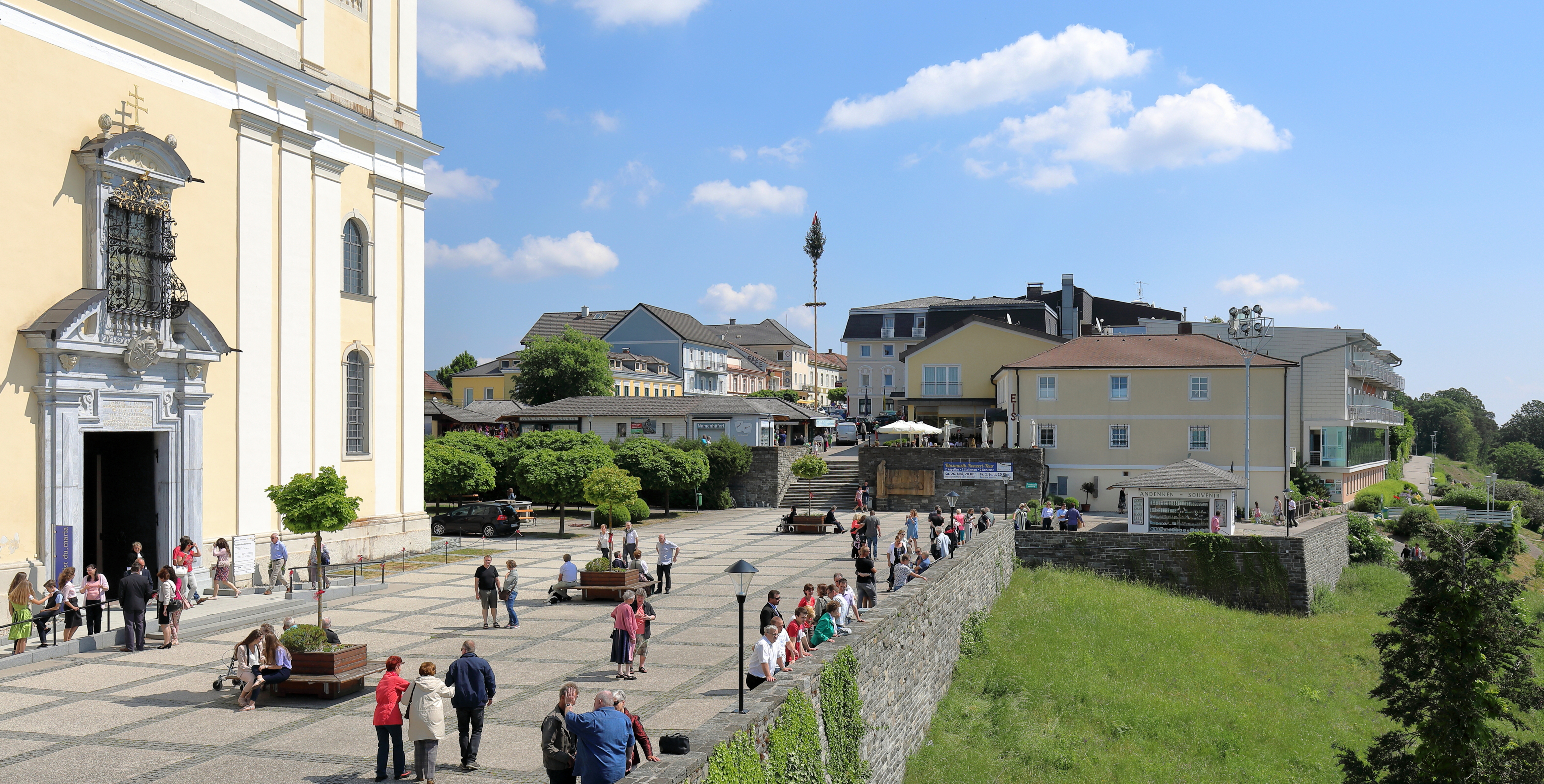
Blick vom Kirchenvorplatz Richtung Ortszentrum

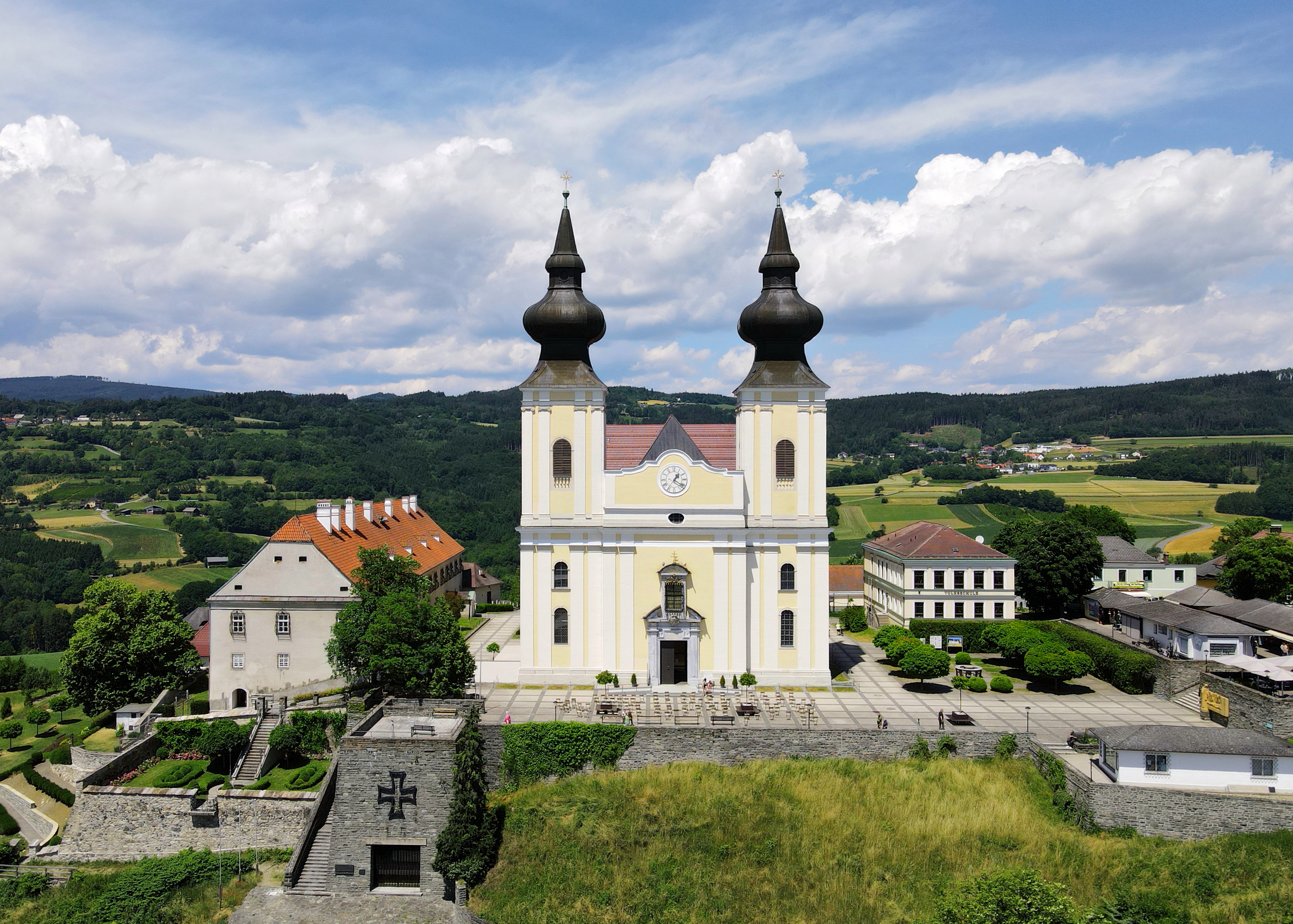
Pfarr- und Wallfahrtskirche Maria Taferl

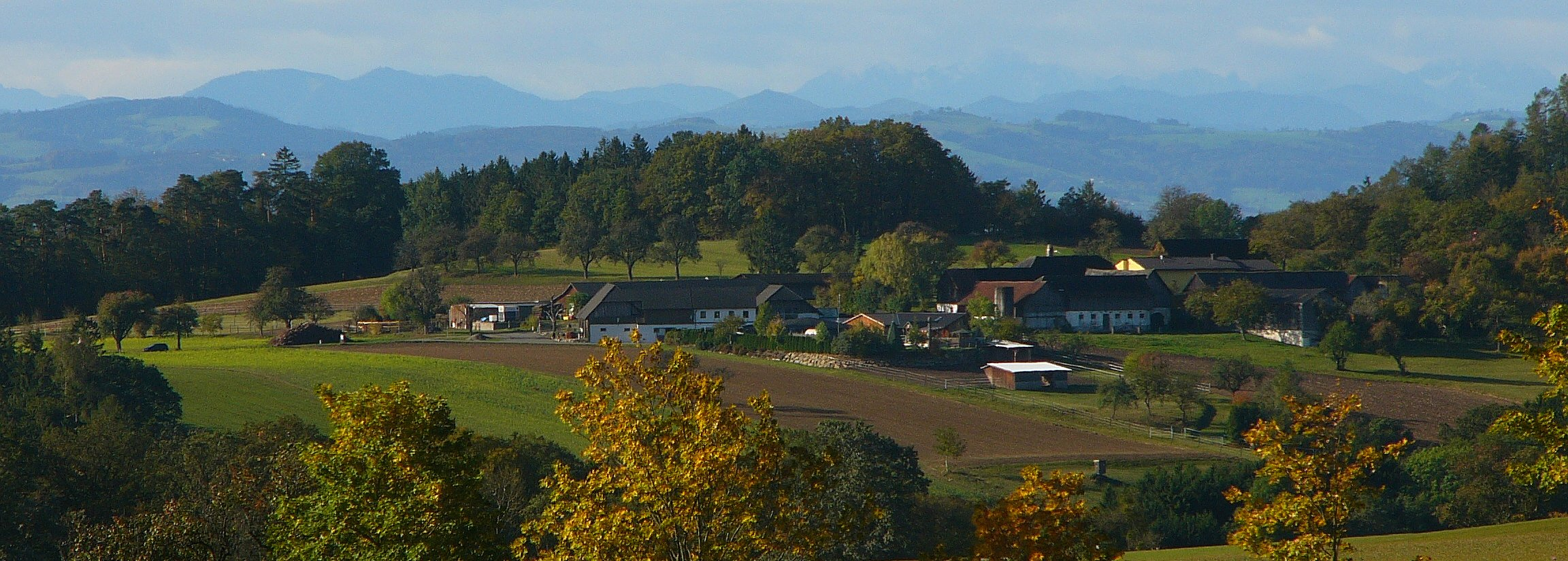
Blick auf Wimm

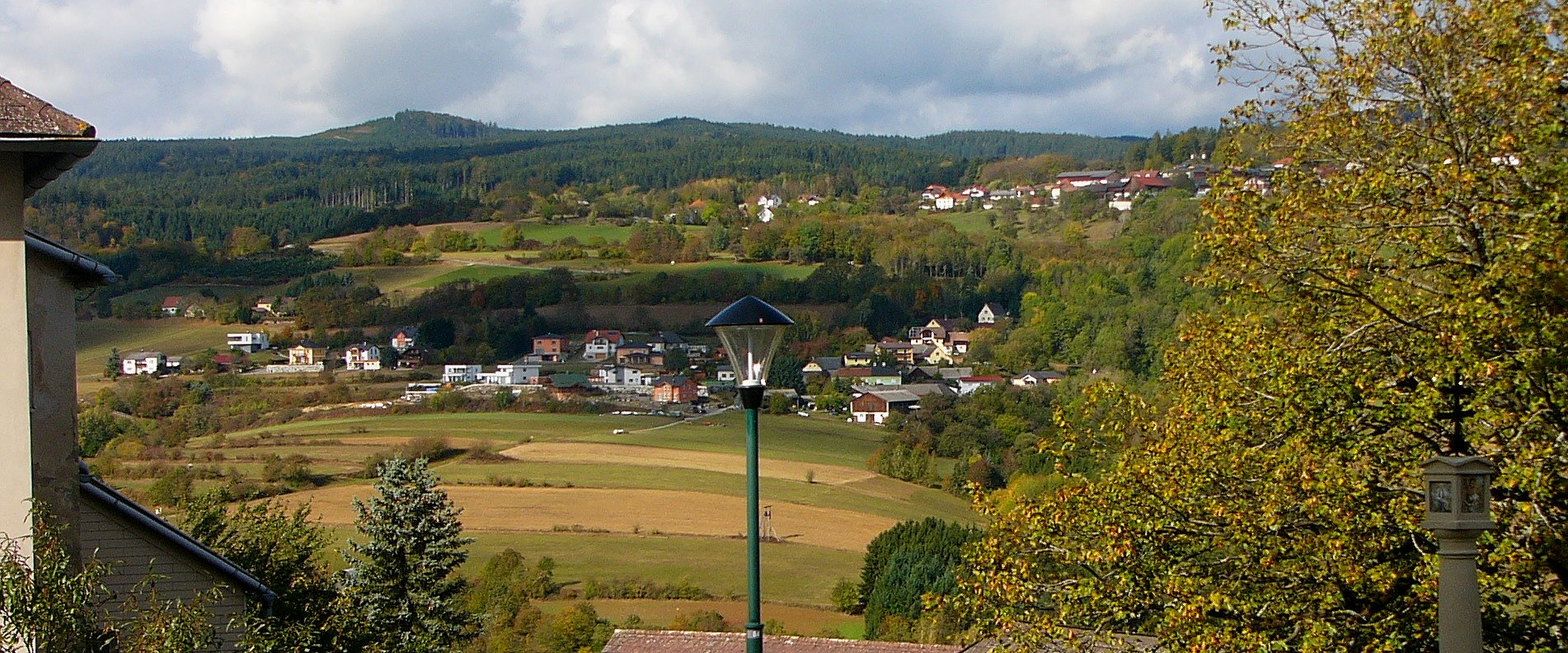
Blick auf Unter- und Obererla

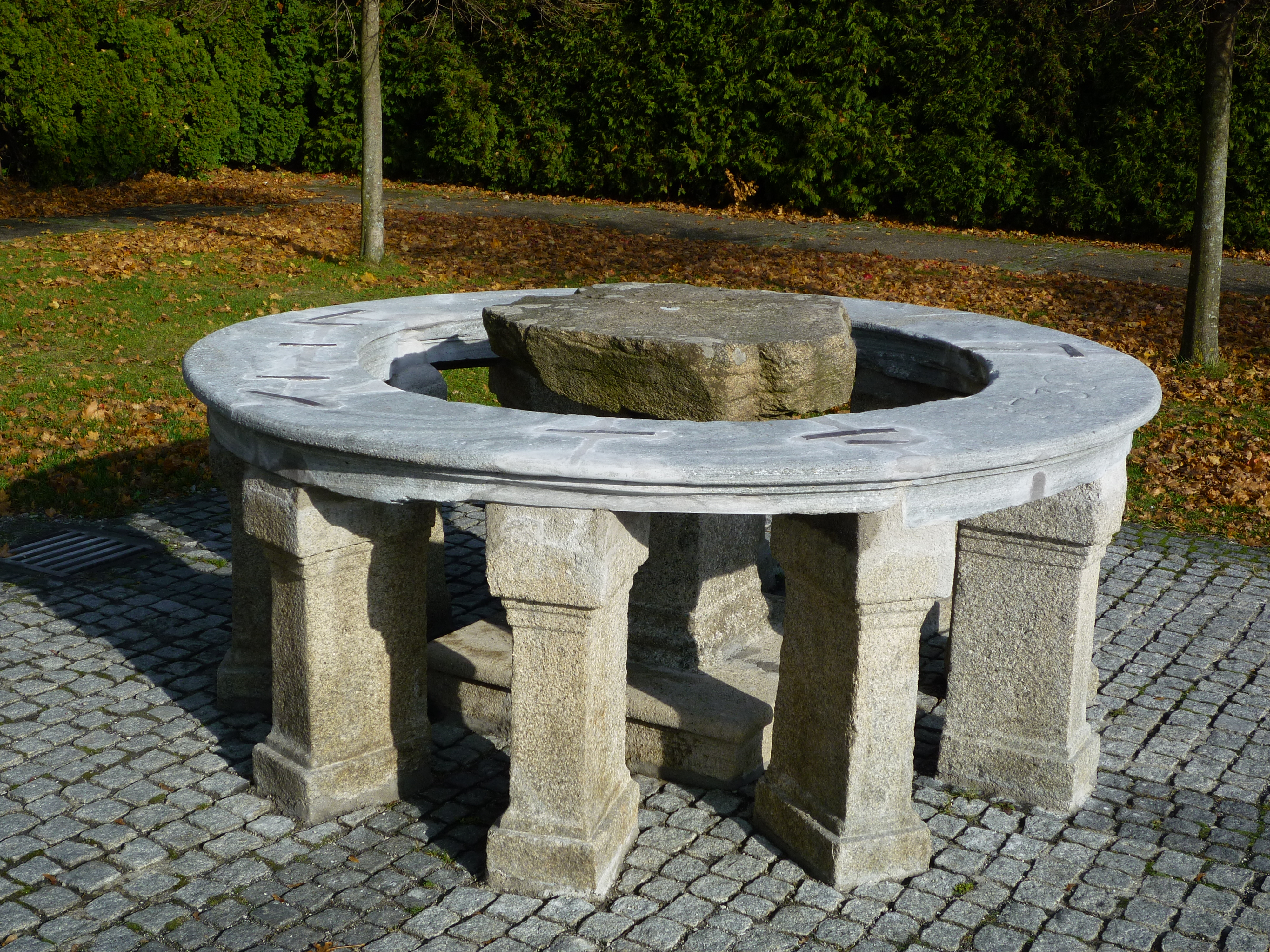
Opferstein am Kirchenplatz

- Die Pfarr- und Wallfahrtskirche Maria Taferl wurde rund um einen Bildstock der Jungfrau Maria als Gnadenmutter gebaut. Dies ist auch der Ursprung des Namens ‚Maria Taferl‘. Diese Statue wurde der Überlieferung nach von Alexander Schinagel, einem Förster, der auf wundersame Weise nach einer schweren Krankheit geheilt wurde, gestiftet. Auch dem Holzknecht Thomas Pachmann soll an diesem Ort eine wundersame Heilung widerfahren sein. Nachdem er versucht hatte, eine Eiche, auf der ein Bildnis des Gekreuzigten befestigt war, zu fällen, verletzte er sich schwer an beiden Beinen. Nach einem Gebet an die Gottesmutter Maria hörten die lebensbedrohlichen Wunden auf zu bluten. Die alte Eiche wurde im Jahr 1755 durch ein Feuer zerstört, das Bildnis der Gnadenmutter beschädigt.

Der Bau der Pfarr- und Wallfahrtskirche dauerte von 1660 bis 1710. Begonnen wurde der Bau vom kaiserlichen Architekten Georg Gerstenbrandt und dem Italiener Carlo Lurago. Berühmt ist die Kuppel, die von Jakob Prandtauer in den Jahren 1708 bis 1710 gebaut wurde, dem Baumeister, der auch für das heutige Aussehen des Stiftes Melk verantwortlich zeichnet. Der Baustil der Basilika ist Barock, besonders hervorzuheben sind der großzügige Einsatz von Blattgold und die Verzierung der Decke mit Fresken durch Antonio Beduzzi. Im Zentrum des Hochaltars von Joseph Matthias Götz befindet sich das Gnadenbild, eine Pieta (Vesperbild). Die beiden Bildnisse der Seitenaltäre, die Heilige Familie und die Kreuzigung Christi sind von Martin Johann Schmidt, genannt „Kremser Schmidt“. Sehenswert ist die reich verzierte, vergoldete Kanzel, 1726 errichtet nach dem Vorbild der Passauer Domkanzel, gefasst mit reichem Figuren- und Reliefschmuck der Bildhauer Peter Widerin und Matthias Tempe. An der Rückseite der Basilika befindet sich der Zugang zu Krypta und Schatzkammer.
Nach Inschriften im Inneren der Basilika sollte der Bau der Basilika den Einwohnern der von Pest, Türkenkriegen und Dreißigjährigem Krieg verheerten Region neuen Mut schenken. Es dürften auch gegenreformatorische Absichten im Kernland des katholischen Hauses Habsburg angenommen werden. Dafür spricht besonders die Lage von Maria Taferl als weithin sichtbare Manifestation katholischen Glaubens auf dem damaligen Hauptverkehrsweg, der Donau.
Es sind mehrere Geschichten über Engels-Prozessionen aus dem 17. Jahrhundert überliefert. In diese Zeit datiert auch der Beginn der Tradition der Wallfahrt nach Maria Taferl zurück. Es sollen im Jahr 1760 alleine 700 Prozessionen gewesen sein, und über 19.000 Messen sollen gelesen worden sein. Über das Ausmaß und die Herkunft der Wallfahrer gibt etwa die in der Basilika befindliche Schatzkammer Auskunft. Darin werden Präsente von Wallfahrern, die aufgrund von Krankheiten und angenommener oder tatsächlicher Heilung gemacht wurden, ausgestellt. Andere Quellen für die Bedeutung von Maria Taferl als Wallfahrtsort liefert das Steinerne Kreuz, ein Gedenkstein der Bürger von Freistadt für verstorbene Wallfahrer. Es stellt auch eine Dokumentation des beschwerlichen Charakters der Wallfahrt in der damaligen Zeit dar. Vom ermordeten Thronfolger Franz Ferdinand, der im benachbarten Schloss Artstetten mit seiner Familie wohnte, sind regelmäßige Kirchgänge nach Maria Taferl bekannt. Dem Volksglauben nach soll das Wasser aus den Quellen von Maria Taferl besonders bei Augenleiden helfen.
Seit 1947 ist Maria Taferl eine Basilica minor.
Nach Arbeitsbeginn im Jahre 2004 wurde am 12. September 2010 der Abschluss der umfassenden Renovierung bzw. Sanierung der Basilika gefeiert, verbunden mit dem Begehen zweier Jubiläen: 350 Jahre Grundsteinlegung (1660) sowie 300 Jahre Fertigstellung des Kirchenbaus (1710). — Die letzte Innenrenovierung erfolgte vor ungefähr 50 Jahren, eine Außenrenovierung wurde 1982 vorgenommen. 1998 wurden die beiden Turmhelme neu eingedeckt. Im Zuge der nunmehr zu Ende geführten Generalsanierung des Inneren der Wallfahrtskirche wurde auch die Schatzkammer der Basilika renoviert und am 11. April 2008 feierlich wieder eröffnet.
- Kuratenhaus Maria Taferl
- Landesdenkmal für die Gefallenen der beiden Weltkriege: In Maria Taferl wurde auch das Landesdenkmal für die Gefallenen der beiden Weltkriege errichtet. Diese werden jährlich beim Treffen des Kameradschaftsbundes geehrt.
- Volksschulmuseum
- Mechanische Krippe: Die elektromechanische Krippe zeigt über 300 bewegliche Figuren in verschiedene Szenen. Dargestellt sind die legendenhafte Geschichte und der Bau der Basilika von Maria Taferl, die Geburt und Kindheit von Jesus, sowie der Alltag der Bevölkerung am Lande (Müller, Schäfer, Feldarbeit, Viehzucht, Holzbringung). Die Krippe wurde 1892 von Leopold Steindl, einem Schlosser aus Purgstall an der Erlauf, geschaffen und 2011 restauriert.
- Alpenpanorama: Das Alpenpanorama - ein elektromechanisches Kunstwerk, ebenso von Leopold Steindl geschaffen, war früher auf Jahrmärkten und Kirtagen zu sehen, bevor es 1949 im Ortszentrum von Maria Taferl seinen festen Platz fand. Es zeigt in zwei Schaukästen jeweils alpine Landschaften. Die erste mit einer elektrischen Eisenbahn, die zwischen einer Mühle und einem Bergbahnhof verkehrt. Die zweite mit einer Grubenbahn, die in ein Bergwerk ein- und ausfährt, sowie darüber auf einer Bergstraße ein Radfahrer, der von einem Ort zu einer Sennhütte hin- und zurückfährt.

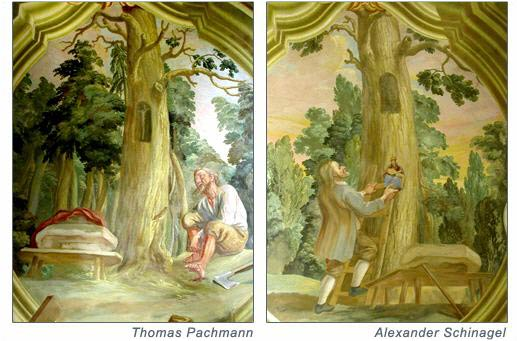
Pachmann und Schinagel auf Bildern in der Basilika
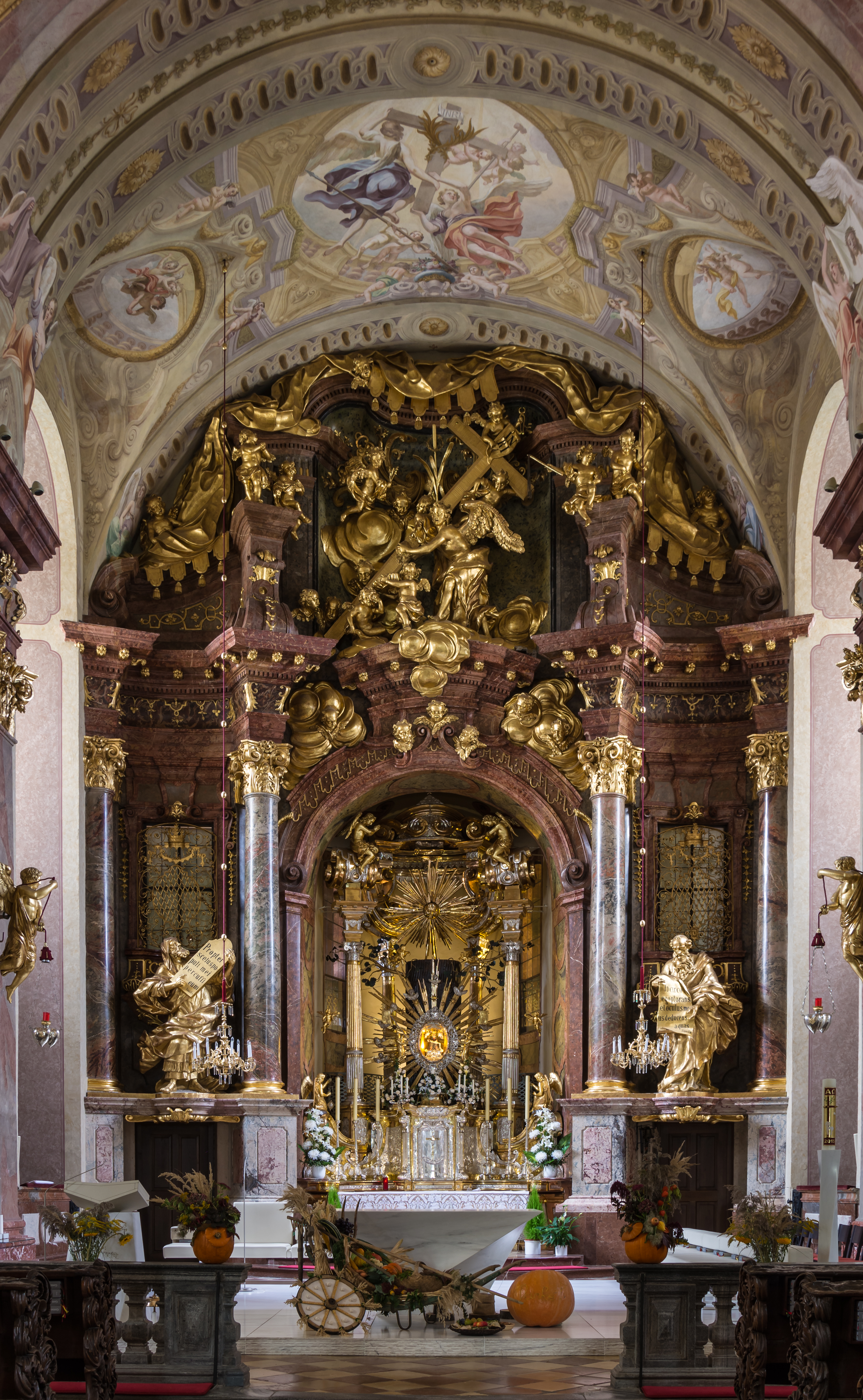
Hochaltar der Wallfahrtsbasilika Maria Taferl
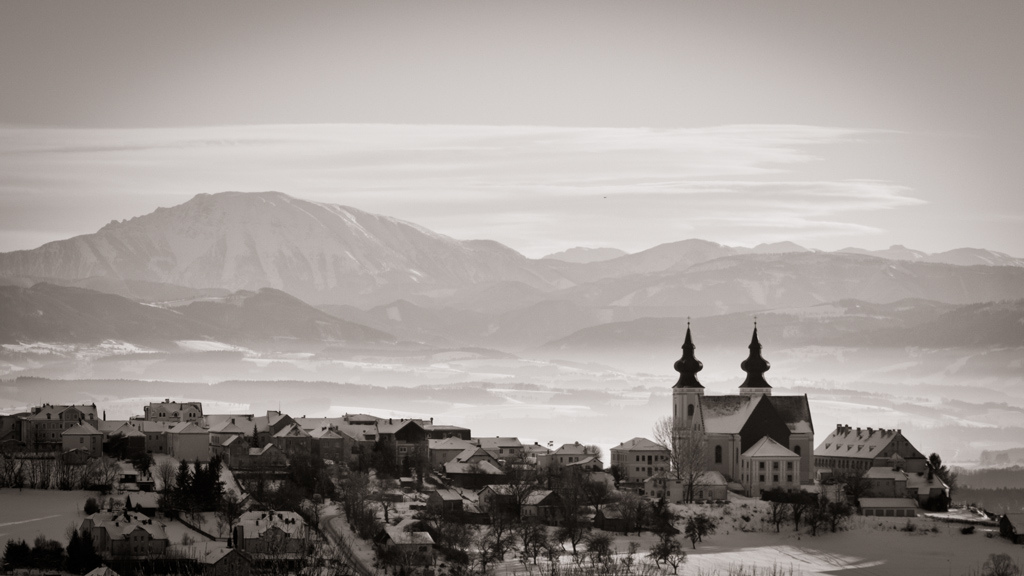
Maria Taferl, im Hintergrund der Ötscher
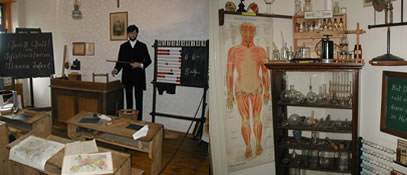
Volksschulmuseum Maria Taferl

## Wirtschaft und Infrastruktur
Nichtlandwirtschaftliche Arbeitsstätten gab es im Jahr 2001 46, land- und forstwirtschaftliche Betriebe nach der Erhebung 1999 59. Die Zahl der Erwerbstätigen am Wohnort betrug nach der Volkszählung 2001 410. Die Erwerbsquote lag 2001 bei 48,62 Prozent. Neben der Landwirtschaft spielt auch der Tourismus eine bedeutende Rolle, so wurde im Jahr 2002 ein Golfplatz errichtet.

### Öffentliche Einrichtungen
In Maria Taferl befindet sich ein Kindergarten und eine Volksschule.

## Politik

### Gemeinderat
Der Gemeinderat hat 15 Mitglieder.
- Mit den Gemeinderatswahlen in Niederösterreich 1990 hatte der Gemeinderat folgende Verteilung: 10 ÖVP und 5 SPÖ.
- Mit den Gemeinderatswahlen in Niederösterreich 1995 hatte der Gemeinderat folgende Verteilung: 10 ÖVP und 5 SPÖ.[10]
- Mit den Gemeinderatswahlen in Niederösterreich 2000 hatte der Gemeinderat folgende Verteilung: 10 ÖVP und 5 SPÖ.[11]
- Mit den Gemeinderatswahlen in Niederösterreich 2005 hatte der Gemeinderat folgende Verteilung: 10 ÖVP und 5 SPÖ.[12]
- Mit den Gemeinderatswahlen in Niederösterreich 2010 hatte der Gemeinderat folgende Verteilung: 8 ÖVP und 7 SPÖ.[13]
- Mit den Gemeinderatswahlen in Niederösterreich 2015 hatte der Gemeinderat folgende Verteilung: 12 ÖVP und 3 SPÖ.[14]
- Mit den Gemeinderatswahlen in Niederösterreich 2020 hat der Gemeinderat folgende Verteilung: 12 ÖVP und 3 SPÖ.[15]
- Mit den Gemeinderatswahlen in Niederösterreich 2025 hat der Gemeinderat folgende Verteilung: 11 ÖVP, 2 SPÖ und 2 FPÖ.[16]

### Bürgermeister
- bis 2013 Herbert Gruber (ÖVP)
- 2013–2024 Heinrich Strondl (ÖVP)
- seit 2024 Martin Leopoldinger (ÖVP)

### Wappen
Der Gemeinde wurde 1981 folgendes Wappen verliehen: In einem blauen Schild zwei aus dem Schildesfuß emporwachsende sich kreuzende belaubte silberne Eichenäste, über denen eine goldene Kirche mit zwei Türmen mit schwarzer Bedachung schwebt.

## Persönlichkeiten

### Ehrenbürger der Gemeinde
- Erwin Pröll (* 1946), Landeshauptmann von Niederösterreich 1992–2017